# Firemonkeys Studios
Firemonkeys Studios (anciennement Firemint) est un studio de développement de jeux vidéo australien fondé en 1999 et basé à Melbourne.
C'est une filiale d'Electronic Arts depuis 2011.

## Ludographie
- 2003 : Soul Daddy in LA (mobile)
- 2003 : Soul Daddy BKB (mobile)
- 2003 : Tokyo Fighter (mobile)
- 2004 : Ryan Giggs International (mobile)
- 2004 : Black Rain: Revenge (mobile)
- 2005 : Star Trek: The Cold Enemy (mobile)
- 2005 : NBA 1 on 1 2006 (mobile)
- 2005 : Snood 2: On Vacation (mobile)
- 2006 : Sopranos Poker (mobile)
- 2006 : Socceroos: Path to Glory (mobile)
- 2006 : Madden NFL 07 3D (mobile)
- 2006 : Need for Speed: Most Wanted (mobile)
- 2007 : Tinker Bell: Fly!
- 2007 : Ratatouille (mobile)
- 2007 : The Fast & the Furious: Fugitive
- 2007 : Madden NFL 08 3D
- 2007 : FIA World Rally Championship
- 2007 : Bob l'éponge et ses amis contre les robots-jouets (Game Boy Advance)
- 2008 : Project Joystick: Dung (mobile, Windows)
- 2008 : The Sims DJ (iPod)
- 2008 : The Fast and the Furious: Pink Slip 3D (iOS, mobile)
- 2008 : Madden NFL 09 3D (mobile)
- 2008 : Back at the Barnyard: Slop Bucket Games
- 2008 : Back at the Barnyard: Slop Bucket Games (Nintendo DS)
- 2009 : Flight Control (iOS, Windows Phone)
- 2009 : Real Racing (iOS)
- 2010 : Flight Control HD (PlayStation 3)
- 2010 : Real Racing 2 (iOS, Android, Mac OS)
- 2011 : Spy Mouse (iOS, Android)
- 2012 : Flight Control Rocket (iOS, Windows Phone)
- 2012 : Need for Speed: Most Wanted (iOS, Android)
- 2012 : The Sims FreePlay (iOS, Android, Kindle Fire, BlackBerry 10, Windows Phone)
- 2013 : Real Racing 3 (iOS, Android)
- 2015 : Need for Speed: No Limits (iOS, Android)
- 2019 : Les Sims Mobile (iOS, Android)